# Rolls-Royce BR700
El Rolls-Royce BR700 és una família de motors turboventiladors que es fan servir en avions regionals i avions de negocis. Fou desenvolupat per BMW i Rolls-Royce plc a través de l'aliança d'empreses BMW Rolls-Royce AeroEngines GmbH, fundada el 1990. El BR710 fou engegat per primera vegada el 1995. Es fabrica a la localitat alemanya de Dahlewitz. El 2000, Rolls-Royce adquirí la totalitat de l'empresa, actualment coneguda com a Rolls-Royce Deutschland. La denominació militar d'aquesta sèrie és F130.

## Especificacions
| Model                           | BR700-710A1/A2/C4           | BR700-715                          | BR700-725A1                 | BR700-710D5-21 (Pearl 15)   | Pearl 700                   |
| ------------------------------- | --------------------------- | ---------------------------------- | --------------------------- | --------------------------- | --------------------------- |
| Configuració                    | 1 fan, 10 HPC, 2 HPT, 2 LPT | 1 fan, 2 LPC, 10 HPC, 2 HPT, 3 LPT | 1 fan, 10 HPC, 2 HPT, 3 LPT | 1 fan, 10 HPC, 2 HPT, 3 LPT | 1 fan, 10 HPC, 2 HPT, 4 LPT |
| Empenyiment                     | 68,4 kN                     | 95,33 kN                           | 75,2 kN                     | 67,8 kN                     | 81,2 kN                     |
| Pes en sec                      | 1.818,4 kg                  | 2.085 kg                           | 1.635,2 kg                  | 1.828,8 kg                  |                             |
| Ràtio impuls-pes                | 3.84                        | 4.66                               | 4.69                        | 3.77                        |                             |
| Longitud                        | 4.669 mm                    | 3.738 mm                           | 3.297 mm                    | 4.809 mm                    |                             |
| Revolucions per minut del rotor | BP: 6.096, AP: 16.661       | BP: 6.096, AP: 16.661              | BP: 6.096, AP: 16.661       | BP: 7.431, AP: 19.000       |                             |
| Diàmetre del ventilador         | 48 in (122 cm)              | 58 in (147 cm)                     | 50 in (127 cm)              | 48.5 in (123 cm)            | 51.8 in (132 cm)            |
| Índex de derivació              | 3,84:1                      | 4,55–4,68:1                        | 4,1:1                       | 4,8:1                       | >6,5:1                      |
| Índex de pressió                |                             |                                    |                             | 43:1                        | >50:1                       |